# Rijksweg 10
Der Rijksweg 10 (kurz: A10) ist eine niederländische Autobahn. Die 32 Kilometer lange Ringautobahn um Amsterdam ist trotz ihrer geringen Länge eine der verkehrsreichsten Autobahnen der Niederlande. Ihre Nummerierung beginnt und endet am Knooppunt Coenplein.
Von der A10 zweigen vier Autobahnen ab: die A8 am Knooppunt Coenplein, die A4 am Knooppunt De Nieuwe Meer, die A2 am Knooppunt Amstel sowie die A1 am Knooppunt Watergraafsmeer. An die Autobahn schließen sich S-Wege an, die so genannten Stadtstraßen. Sie verlaufen sternförmig auf das Zentrum von Amsterdam zu.
Im Norden verläuft die A10 zwischen dem Knooppunt Coenplein und dem Knooppunt Amstel gemeinsam mit der E35. Im Westen verläuft sie zwischen dem Knooppunt Coenplein und dem Knooppunt De Nieuwe Meer gemeinsam mit der E22.

## Bau
Der Bau des Autobahnringes begann 1962; das erste Teilstück wurde vier Jahre später fertiggestellt. Der Coentunnel wurde am 21. Juni 1966 eröffnet. Der westliche Teil der A10 wurde am 2. April 1975 fertiggestellt, die südlichen Teile am 7. Juli 1981 und der östliche und nördliche Teil 1990. Abgerundet wurde der Aufbau mit der Fertigstellung des anderen Tunnels unter dem IJ, dem Seebürgertunnel.

## Bildergalerie

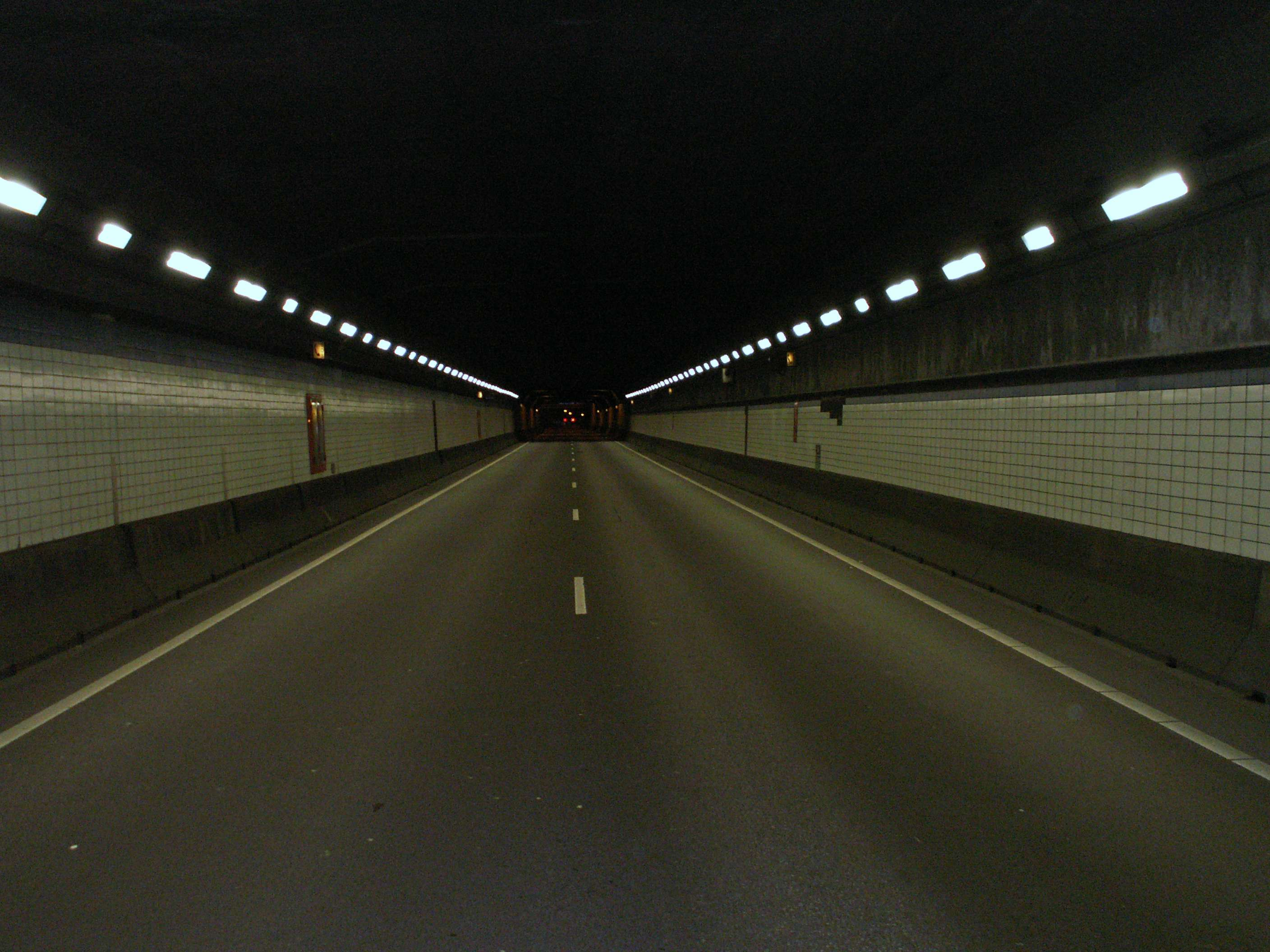
Die A10 in der östlichen Tunnelröhre des Coentunnels, 2006
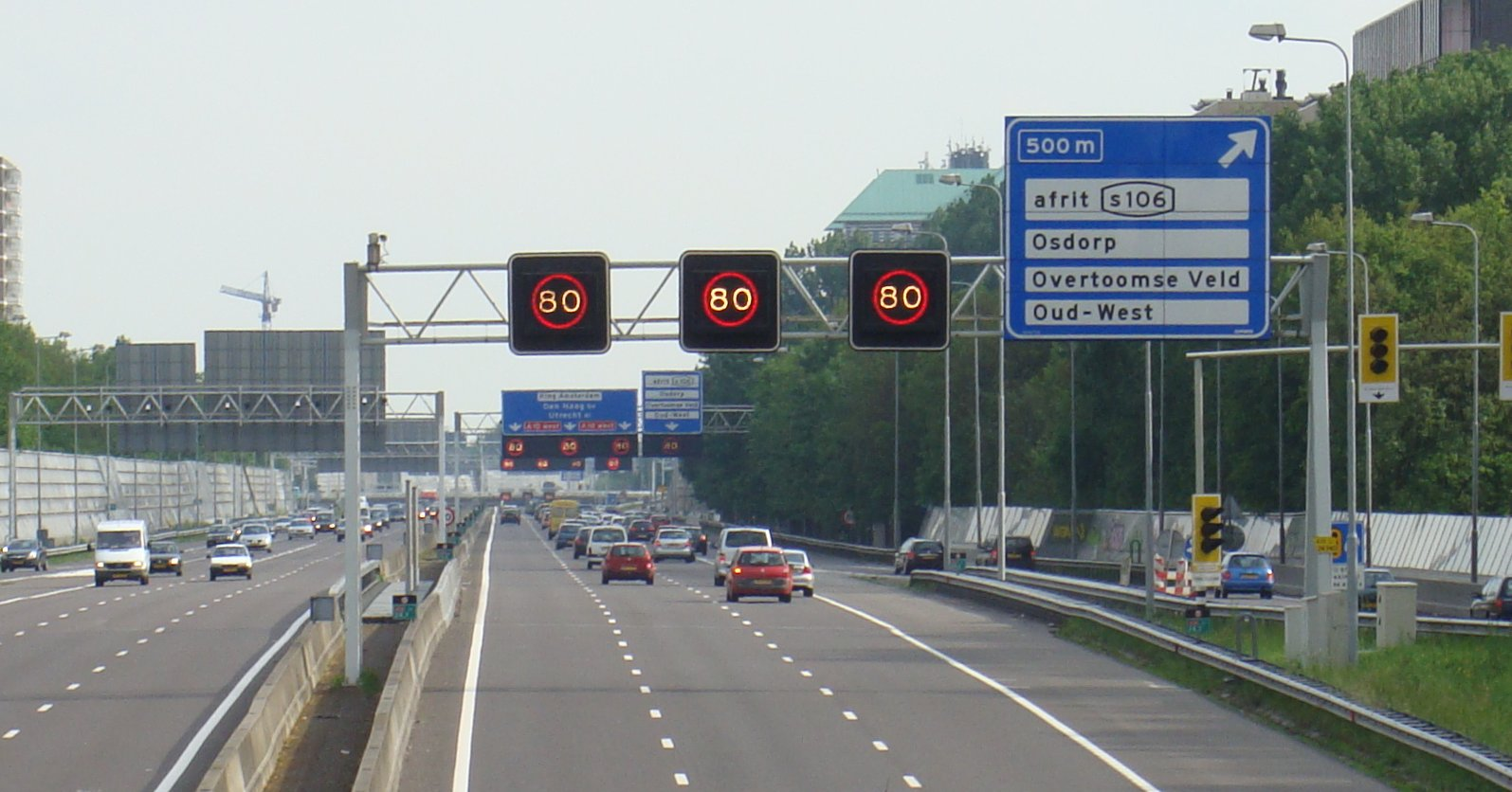
Wechselverkehrszeichen vor der Ausfahrt Osdorp (s106), 2009
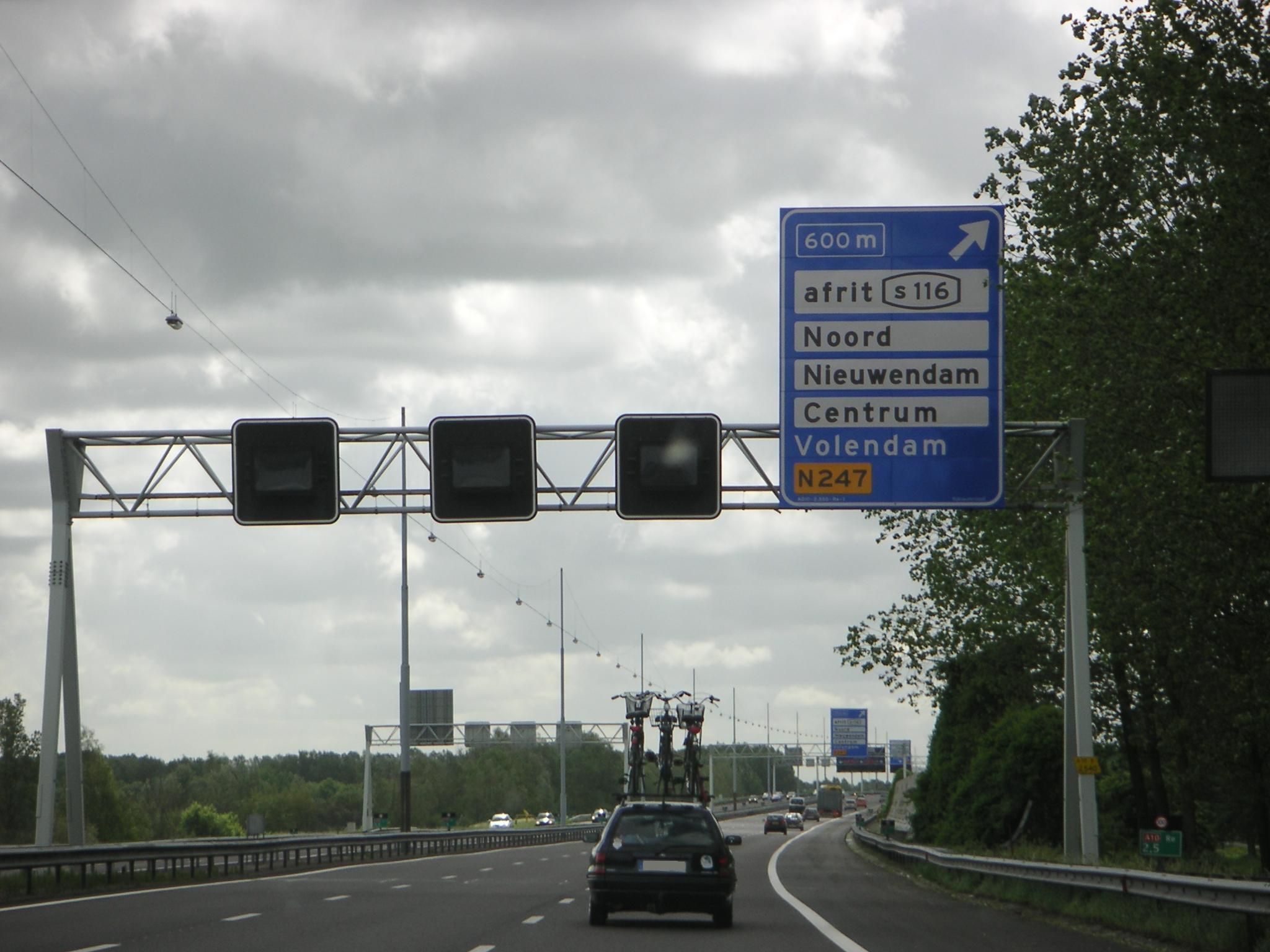
Die A10 an der Ausfahrt Amsterdam-Noord (s116), 2006
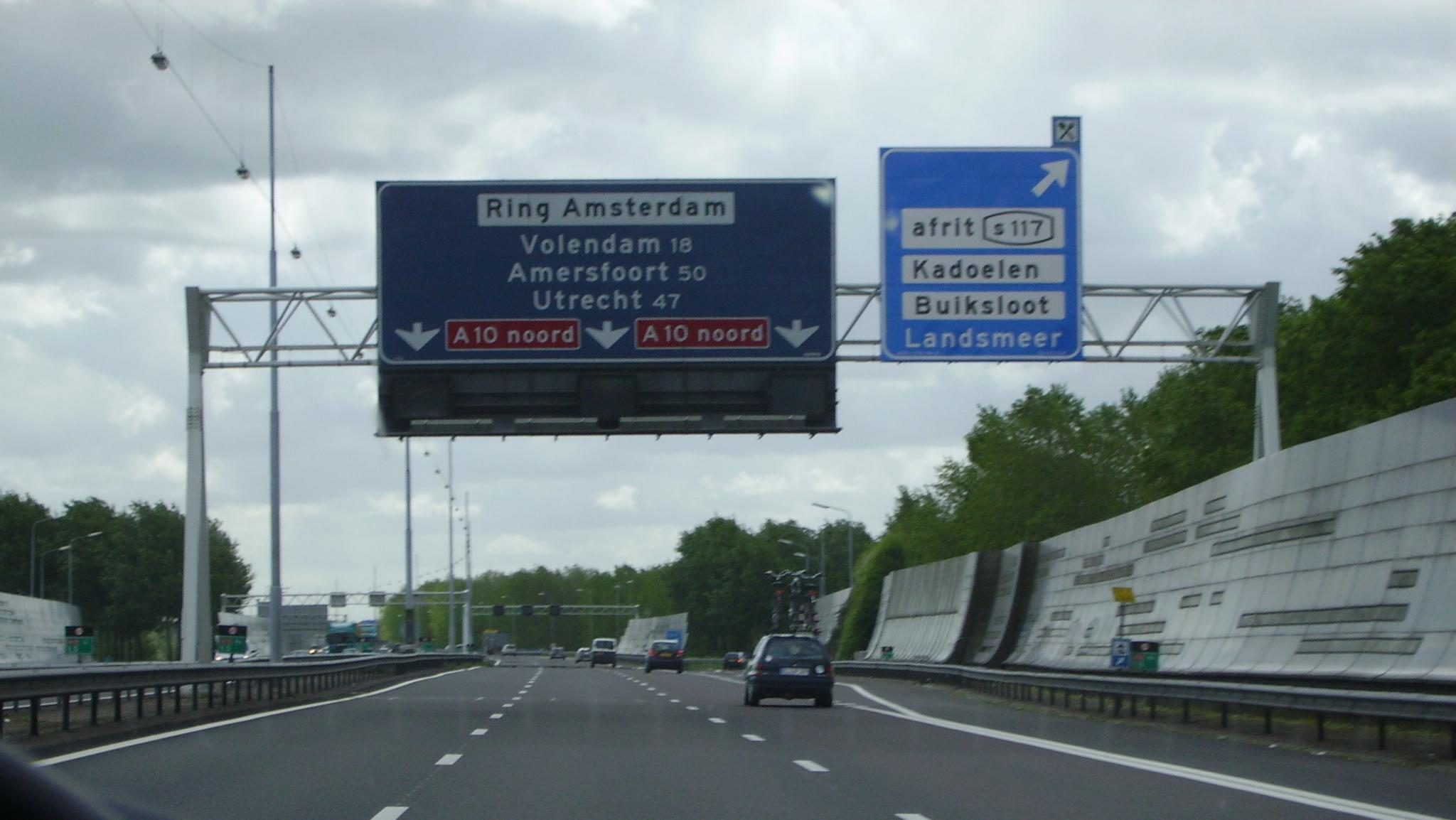
Die A10 an der Ausfahrt Kadoelen (s117), 2006